# Jan Spławski
Jan Spławski herbu Leliwa (zm. po 25 czerwca 1601 a przed 25 kwietnia 1602)  – wojewoda inowrocławski w latach 1582–1601, kasztelan inowrocławski w latach 1580–1582, starosta stawiszyński w 1580 roku.
W 1587 roku podpisał reces, sankcjonujący wybór Zygmunta III Wazy.